# 瑞托纳
瑞托纳（英語：Ritona）凯尔特神话女性人物之一。盛行于今中欧德国等区域。其事迹反映于相关文物铭文，亦影响至今西欧法国南部等区域，具有重要影响与积极意义。